# Julian Thew
Julian Thew (Nottingham, ...) è un giocatore di poker inglese.
Ha vinto la tappa di Baden bei Wien dell'European Poker Tour 2007, incassando € 670.800. Sempre nell'EPT ha centrato il 7º posto nell'evento di Dublino 2007 ed il 4º posto nell'evento di Copenaghen 2005 (guadagno kr 173.442).